# Mangazeja
Mangazeja (Мангазея) – nieistniejące obecnie miasto rosyjskie z XVI-XVII wieku w zachodniej Syberii
Zbudowany nad brzegiem rzeki Taz na tzw. morskim mangazejskim szlaku prowadzącym od ujścia Północnej Dźwiny przez morza wokół półwyspu Jamał do ujścia Obu dalej rzeką Taz do Jeniseju. Ze względu na militarne i handlowe znaczenie tego szlaku Rosjanie wysłali ekspedycję wojskową, która zbudowała twierdzę mangazejską w latach 1600–1607. Mangazeja od razu stała się znacznym centrum handlowym i administracyjnym oraz centrum wypraw nad Jenisej. Nazwa miasta pochodziła od krainy mangazejskiej, jak zwano cały ten okręg jeszcze w XVI w.
Miasto posiadało kreml, który był siedzibą wojewody mangazejskiego, cerkwi soborowej i garnizonu (Kozacy uralscy oraz sotnia strzelców z armatami). W osadzie poza kremlem było 80-100 domów mieszkalnych rzemieślników, domy kupców, zajazd, komora celna i podatkowa, 3 cerkwie.
Miasto sprawowały kontrolę nad miejscowymi plemionami (gł. Nieńcami), na które nałożono obowiązek składania daniny (jasak) w futrach. Mieszkańcy miasta zajmowali się handlem wymiennym z okoliczną ludnością, polowaniami na sobole, żeglugą, rybołówstwem, hodowlą bydła, rzemiosłem (metalurgia, wyroby z kości). Mangazeja stała się celem wypraw wielu rosyjskich kupców, którzy przybywali tu po futra, przywożąc w zamian zachodnioeuropejskie towary.
Upadek miasta zaczął się wkrótce po jego powstaniu. Przyczyniło się do tego zamknięcie w 1619 morskiego szlaku mangazejskiego (powodem było uniemożliwienie kupcom zachodnioeuropejskim dotarcia do Syberii) oraz wielki pożar miasta w tym samym roku. W tej sytuacji aprowizacja osady i dostarczanie towarów handlowych, i tak utrudnione przez ciężkie warunki klimatyczne, stały się bardzo trudne. W dodatku w okolicy wytrzebiono większość zwierząt futerkowych, upadł więc także handel futrami. Ostateczny upadek miasta nastąpił po kolejnym pożarze odbudowanej osady, w 1642. Choć podjęto próby odbudowy, to jednak w 1662 resztki ludności cywilnej i garnizon przesiedlono bardziej na południe, nad Jenisej, gdzie założyli oni miasto Nowa Mangazeja (od 1780 zwane Turuchańskiem).
Jednym z wojewodów mangazejskich był Polak, zesłaniec Paweł Chmielewski.